# Campeonato Cearense Série C 2019
In 2019 werd het zestiende Campeonato Cearense Série C gespeeld voor voetbalclubs uit de Braziliaanse staat Ceará. De competitie werd georganiseerd door de FCF en werd gespeeld van 25 september tot 15 november. Pacatuba  werd kampioen.

## Eerste fase

### Groep A
| Plaats | Club             | Wed. | W | G | V | Saldo | Ptn. |
| ------ | ---------------- | ---- | - | - | - | ----- | ---- |
| 1.     | Verdes Mares     | 4    | 3 | 1 | 0 | 11:2  | 10   |
| 2.     | Pacatuba         | 4    | 2 | 1 | 1 | 5:3   | 7    |
| 3.     | Arsenal do Ceará | 4    | 0 | 0 | 4 | 3:14  | 0    |

|  | Geplaatst voor tweede fase |

### Groep B
| Plaats | Club        | Wed. | W | G | V | Saldo | Ptn. |
| ------ | ----------- | ---- | - | - | - | ----- | ---- |
| 1.     | Nova Russas | 4    | 3 | 1 | 0 | 5:2   | 10   |
| 2.     | Itapipoca   | 4    | 2 | 0 | 2 | 4:3   | 6    |
| 3.     | Tianguá     | 4    | 0 | 1 | 3 | 1:5   | 1    |

|  | Geplaatst voor tweede fase |

## Tweede fase
|  | halve finale | halve finale | halve finale | halve finale |  |           | finale | finale | finale | finale |
|  |              |              |              |              |  |           |        |        |        |        |
|  |              |              |              |              |  |           |        |        |        |        |
|  | Verdes Mares | 0            | 0            | 0            |  |           |        |        |        |        |
|  | Itapipoca    | 1            | 3            | 4            |  |           |        |        |        |        |
|  |              |              |              |              |  | Itapipoca | 0      |        | 1      |        |
|  |              |              |              |              |  | Pacatuba  | 0      |        | 1      |        |
|  | Nova Russas  | 2            | 1            | 3            |  |           |        |        |        |        |
|  | Pacatuba     | 1            | 3            | 4            |  |           |        |        |        |        |

### Kampioen
| Campeonato Cearense de 2019 - Série C |
| Ceará                                 |
| ------------------------------------- |
| PACATUBA Kampioen (1° titel)          |